# Johann Benedict Carpzov II.

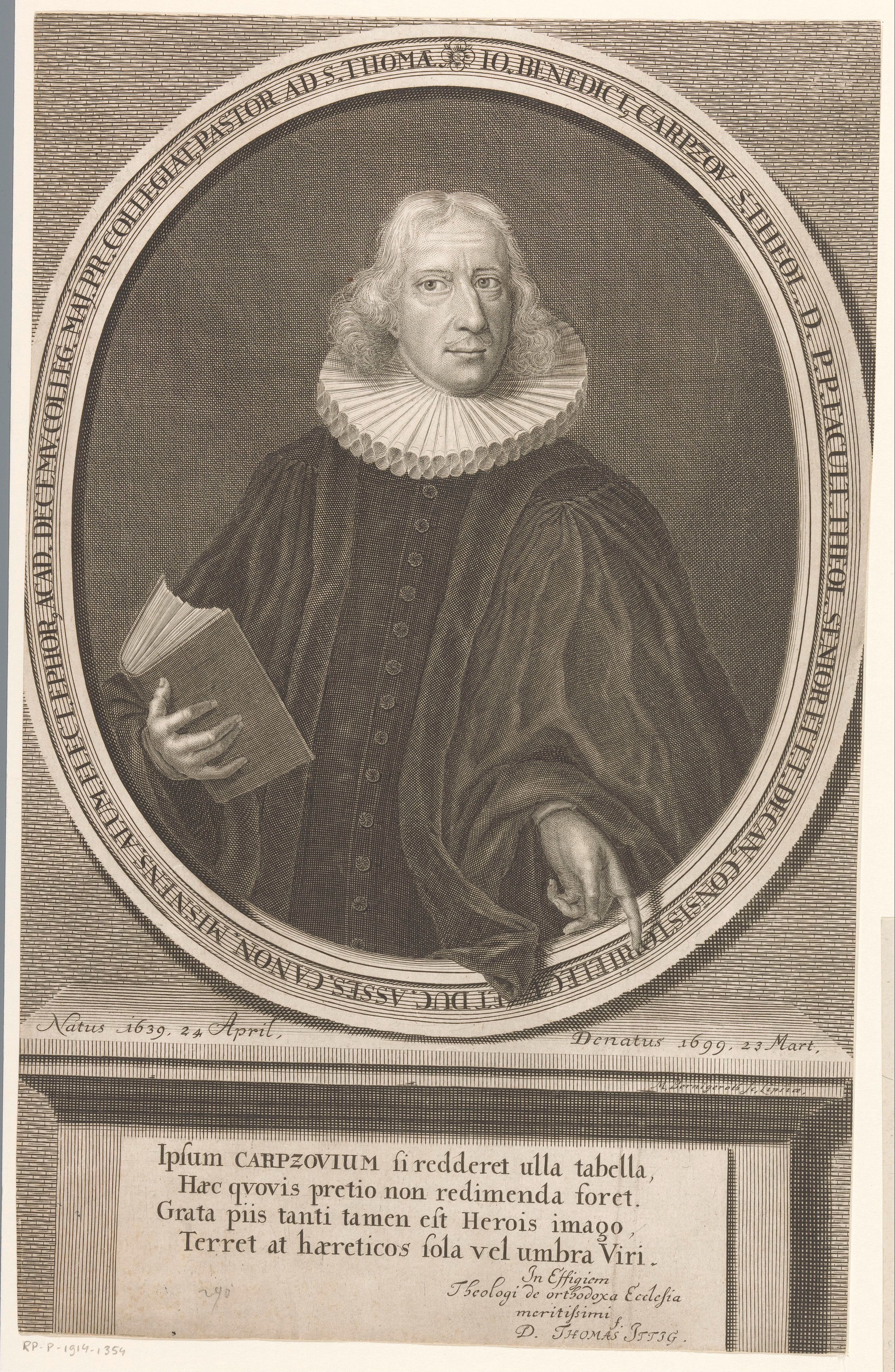
Johann Benedict Carpzov II. auf einem Stich von Martin Bernigeroth

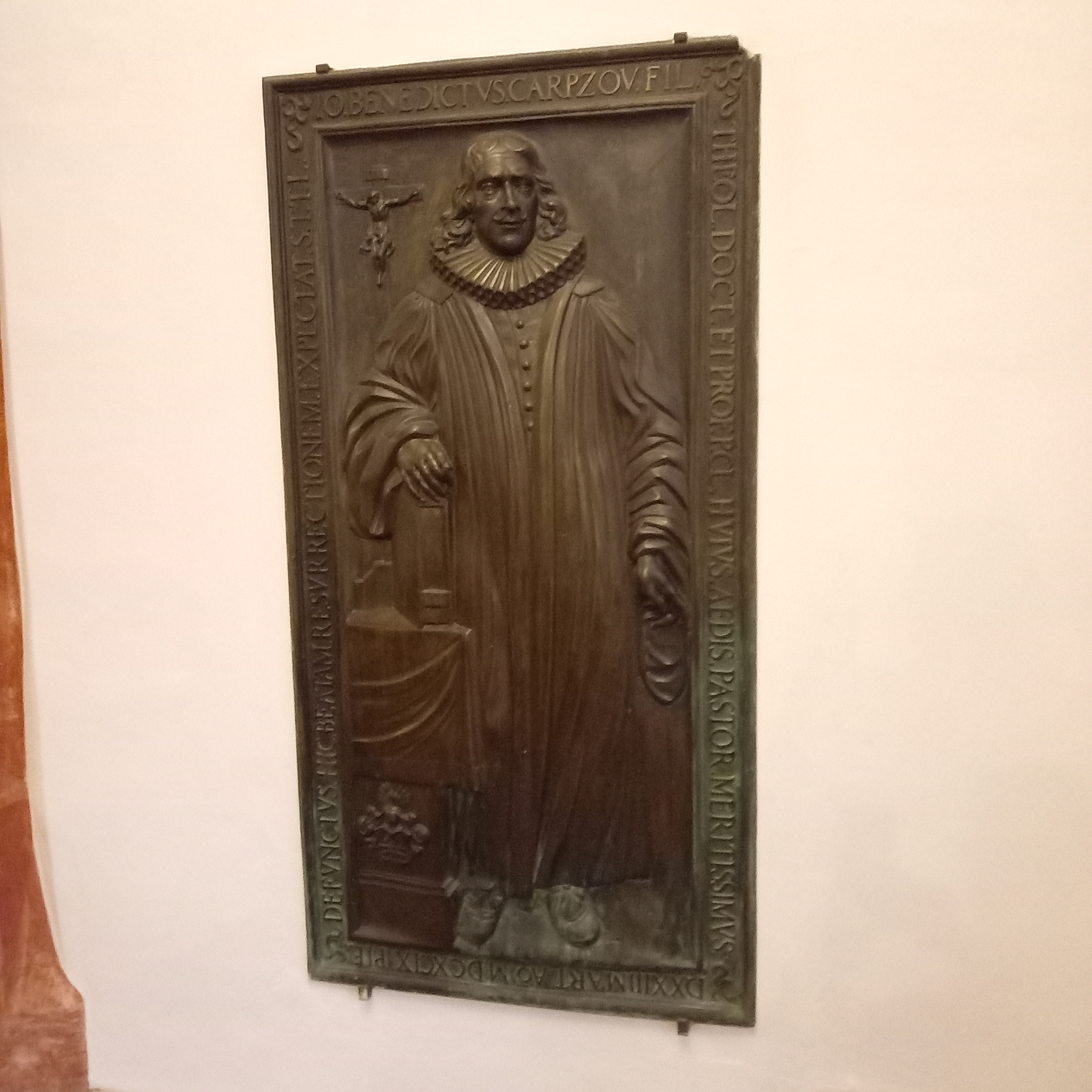
Das Grab von Johann Benedikt Carpzov II in der Thomaskirche (Leipzig)

Johann Benedict Carpzov II. (* 24. April 1639 in Leipzig; † 23. März 1699 ebenda) war ein deutscher lutherischer Theologe, Ethnologe und Philologe.

## Leben
Carpzov genoss als Sohn des Johann Benedikt Carpzov I. zunächst durch Privatlehrer eine gediegene Ausbildung, wonach er die Thomasschule zu Leipzig besuchte. 1654 bezog er die Universität Leipzig und erwarb sich im selben Jahr das Bakkalaureat der freien Künste. 1655 ging er an die Universität Jena, wo er die Vorlesungen von seinem Hauswirt Christian Chemnitz, Johann Frischmuth (1619–1687) und Johann Andreas Bose besuchte. 1656 zog er an die Universität Straßburg, fand bei Johann Schmidt Aufnahme und hörte die Vorlesungen von Johann Conrad Dannhauer, Sebastian Schmidt und Johann Heinrich Boecler. 1657 kehrte er nach Leipzig zurück. Nach dem Tod seines Vaters begab er sich wieder zurück nach Straßburg und erreichte dort sein Studienziel. 1658 unternahm er, den Gelehrtensitten der Zeit entsprechend, eine Bildungsreise.
Während dieser Reise besuchte er Tübingen, Ulm, Regensburg, Nürnberg, Altdorf und Heidelberg. Über Frankfurt am Main kommend, wo er die Krönung Kaiser Leopolds erlebte, kehrte er nach Straßburg zurück, wo er seine Abschiedsdisputation hielt. Dann begab er sich nach Basel und kehrte gegen Ende des Jahres 1658 nach Leipzig zurück, wo er sich als Bester der Disputanten den akademischen Grad eines Magisters der Philosophischen Fakultät erwarb. Im folgenden Jahr gab er Vorlesungen zur Hebräischen Sprache, von welcher er besondere Kenntnis hatte, und konzentrierte sich bei Johann Hülsemann, Hieronymus Kromayer, Martin Geier und Johann Adam Schertzer auf ein theologisches Studium.
1662 wurde er von der Stadt Leipzig als Baccalaureus der Theologie Sonnabendsprediger an der St. Nikolauskirche angestellt, gelangte 1665 an die Professur für Ethik, wurde 1668 als Lizentiat der Theologie Mittagsprediger sowie Professor für orientalische Sprachen, 1671 Vesperprediger und 1674 Archidiakon. 1678 promovierte er zum Doktor der Theologie und wurde 1679 Pastor an der St. Thomaskirche in Leipzig. Da er als Mitglied der theologischen Fakultät auch deren Ordinarius war, beteiligte er sich auch an den organisatorischen Aufgaben der Hochschule. So verwaltete er mehrfach das Dekanat der Theologischen Fakultät und in den Jahren 1679, 1691 und 1697 das Rektorat der Leipziger Universität.
1697 wurde er Ephorus der königlich polnischen und kurfürstlich sächsischen Schüler, Assessor am Leipziger Konsistorium, Kanoniker in Meißen sowie Decemvir. Er hatte sich an einer grippalen Erkrankung angesteckt und starb an deren Folgen. Am 30. März 1699 wurde sein Leichnam in Leipzig beigesetzt.

### Würdigung
Obwohl er durchaus mit den Ansichten Philipp Jacob Speners sympathisierte, ging er entschieden gegen die Ausbreitung der pietistischen Bewegung in Leipzig vor. Im Zuge dessen geriet Christian Thomasius in sein Blickfeld, der August Hermann Francke verteidigte. Carpzov und anderen gelang es schließlich, sich am Dresdner Hof gegen Thomasius durchzusetzen, woraufhin dieser Sachsen verlassen musste.

## Familie und Nachfahren
Am 19. Oktober 1668 ehelichte er Regina Maria (* 4. Oktober 1655 in Leipzig; † 27. Oktober 1680 in Leipzig), die Tochter des Leipziger Buchhändlers M. Friedrich Lanckisch. Sein Schwiegervater, und nach dessen Tod auch seine Schwiegermutter Regina Maria, geb. Groß, verlegten viele seiner Werke.  Carpzovs Frau Regina Maria Lanckisch starb in kürzester Zeit zusammen mit ihren beiden Schwestern bei der großen Pestepidemie 1680 in Leipzig. Aus dieser 12-jährigen Ehe entstammten die Kinder:
- Johann Benedict Carpzov III. (* 1670 oder 1672 in Leipzig; † 1733 in Leipzig), Magister und Sonnabendsprediger an der St. Nicolaikirche in Leipzig
- Regina Elisabeth Carpzov (* um 1673 in Leipzig), heiratete 1689 den Breslauer Handelsmann Gottfried Conrad von Korn
- Friedrich Benedict Carpzov (starb vor dem Vater)
- Regina Maria Carpzov (* um 1678 in Leipzig), heiratete 1692 Johann Heinrich Ernesti
- Regina Sophia Carpzov (starb vor dem Vater)
- Gottfried Benedict Carpzov, (* um 1677 in Leipzig), stud. jur. in Leipzig
- Regina Christina Carpzov (starb vor dem Vater)

Seine zweite Ehe ging er am 22. November 1681 mit Anna Kunigunde (* 12. Februar 1661 in Stettin; † 12. Mai 1694 in Leipzig), der Tochter des Apothekers aus Stettin, Johann Göring († 25. November 1666) und seiner Frau Anna Katharina Schildknecht († 1684), ein. Aus der 13-jährigen Ehe gingen vier Söhne und drei Töchter hervor. Ein Sohn überlebte den Vater. Bekannt sind:
- Johanna Kunigunde Carpzov
- Christian Benedict Carpzov (überlebte den Vater)
- Conrad Benedict Carpzov
- Benedicta Kunigunde Carpzov
- August Benedict Carpzov
- Samuel Benedict Carpzov (überlebte die Mutter, starb vor dem Vater)
- Anna Kunigunde Carpzov

Seine dritte Ehe schloss er am 18. Juni 1695 mit Amalia, der Witwe des Händlers und Kammermeisters Johann Rudolph Welsch. Aus der vierjährigen Ehe sind die beiden Söhne bekannt:
- Amelius Benedict Carpzov
- Ulrich Benedict Carpzov

## Werke
Neben seiner Dissertation und Personalschriften sind folgende Schriften bekannt geworden:
- Davids Danck= und Lob= Opfer / so er nach überstandener plage der Pestilenz GOTT geopfert / aus I. Paral.XXII,25.26.27. und 2.Sam.XXIV,25. an dem im ganzen Chur=Fürstenthum Sachsen nach verflossener Pestzeit angestellten allgemeinen großen DANK=FESTE / war der VI. Sontag Trinitatis 1681. der Christlichen Gemeine zu Sanct Thomas in Leipzig / zum exempel schuldiger nachfolge vorgestellet / von JO. BENEDICTO CARPZOV, Doct.Prof.Publ. und Pastore. Lanck, Leipzig 1681.[1] (Digitalisat)
- Indroductio in Theologiam Judaiam et lectionem Raymundi aliorumque id genus autorum, Leipzig und Frankfurt 1687
- Imagio Pietismi, 1692
- Auserlesene Tugendsprüche aus der Heiligen Schrift, Leipzig 1692
- Disputatio Theologica De Jure Decidendi Controversias Theologicas. (Resp. Statius Grünwald) Titius, Leipzig 1695.[2] (Digitalisat)
- Collegium rabbinico–biblicum in libellum Ruth. Lanckisch, Leipzig 1709. (Digitalisat)